# Scolopsyllus colombianus
Scolopsyllus colombianus är en loppart som beskrevs av Mendez 1968. Scolopsyllus colombianus ingår i släktet Scolopsyllus och familjen Rhopalopsyllidae. Inga underarter finns listade i Catalogue of Life.